# Wederopbouwkunst

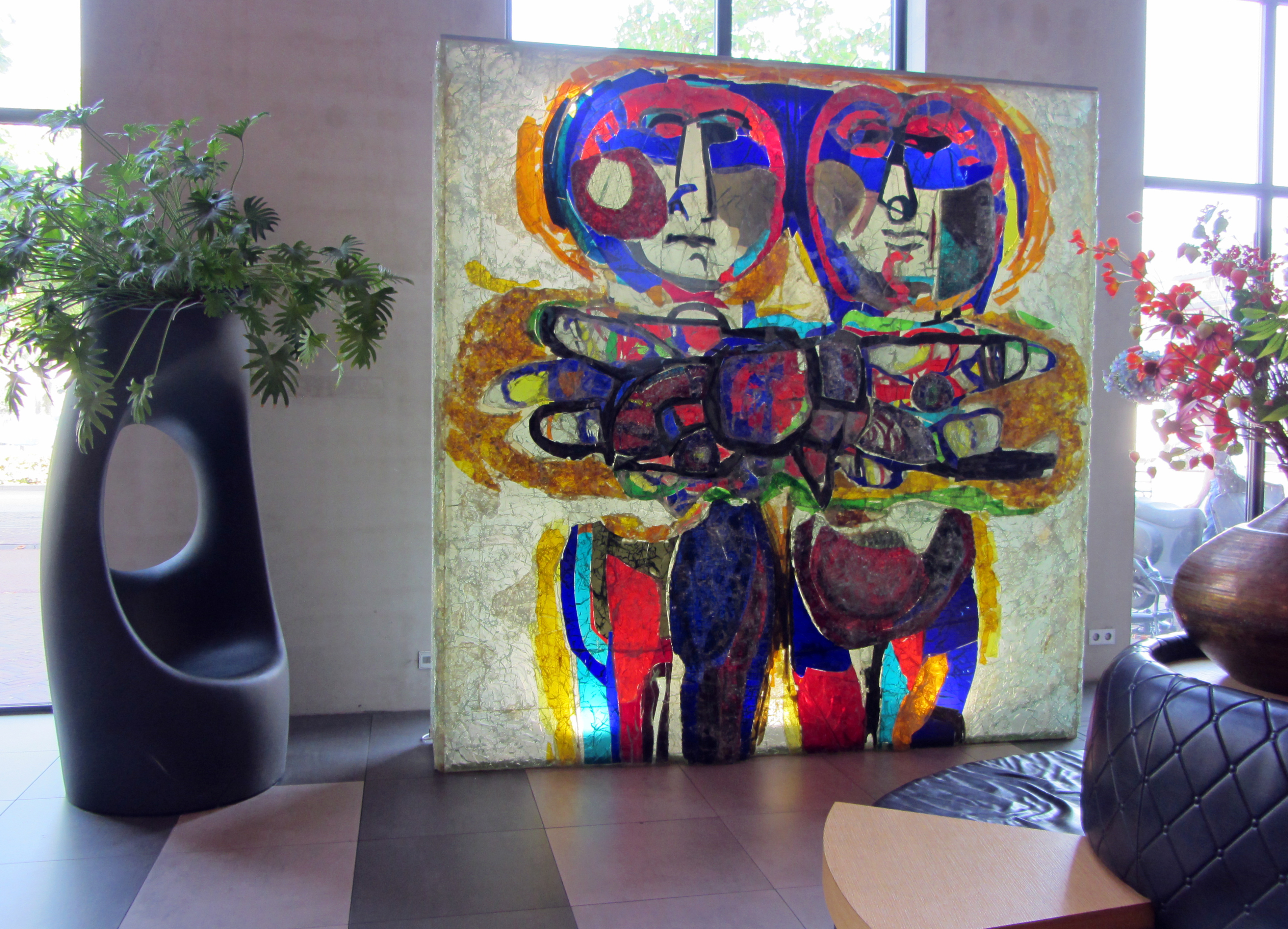
Glasplastiek 'Bruidspaar' van Joop van den Broek uit 1963 te Beverwijk.

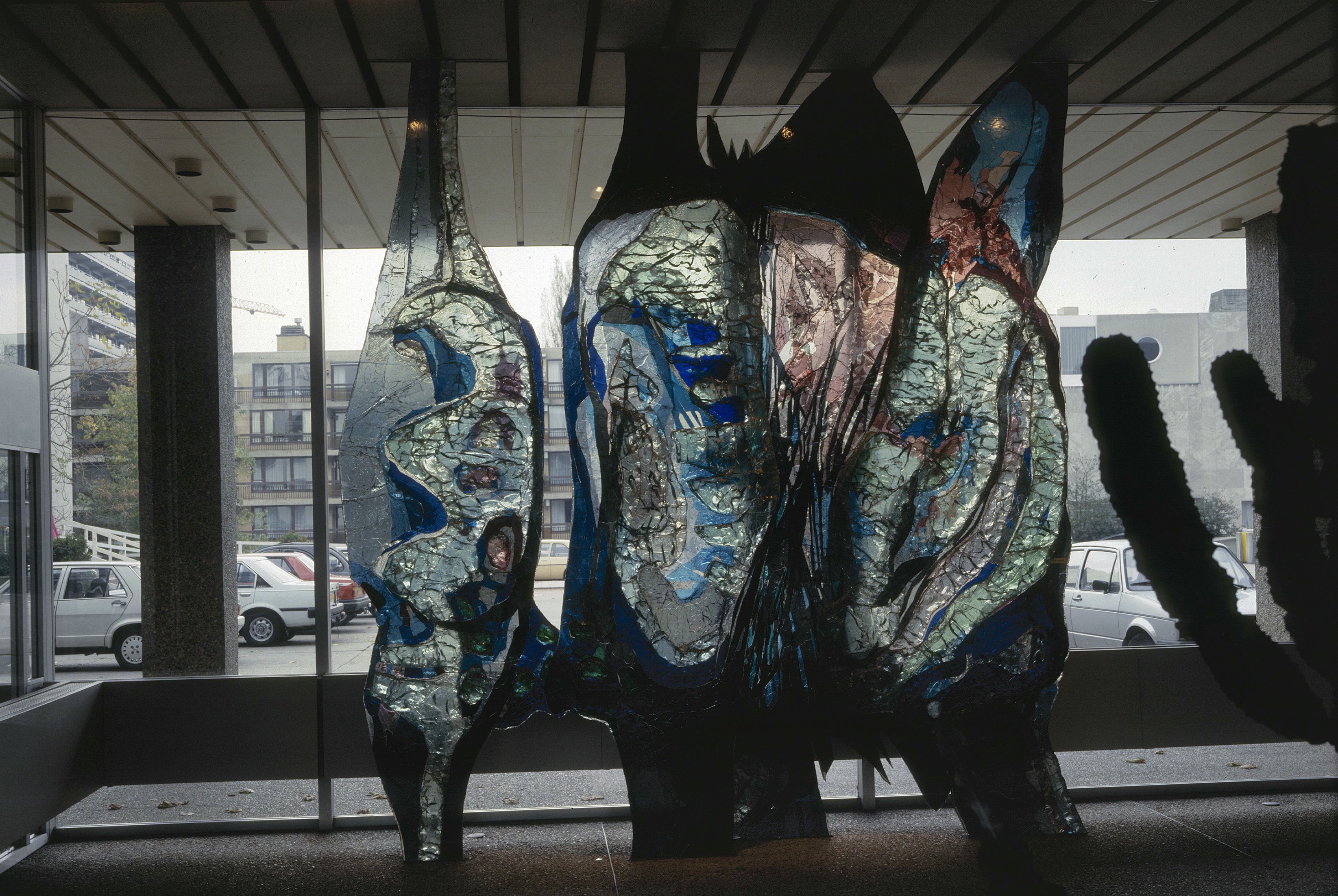
Glaskunst van Joop van den Broek uit 1971 in het Stadhuis Tilburg.

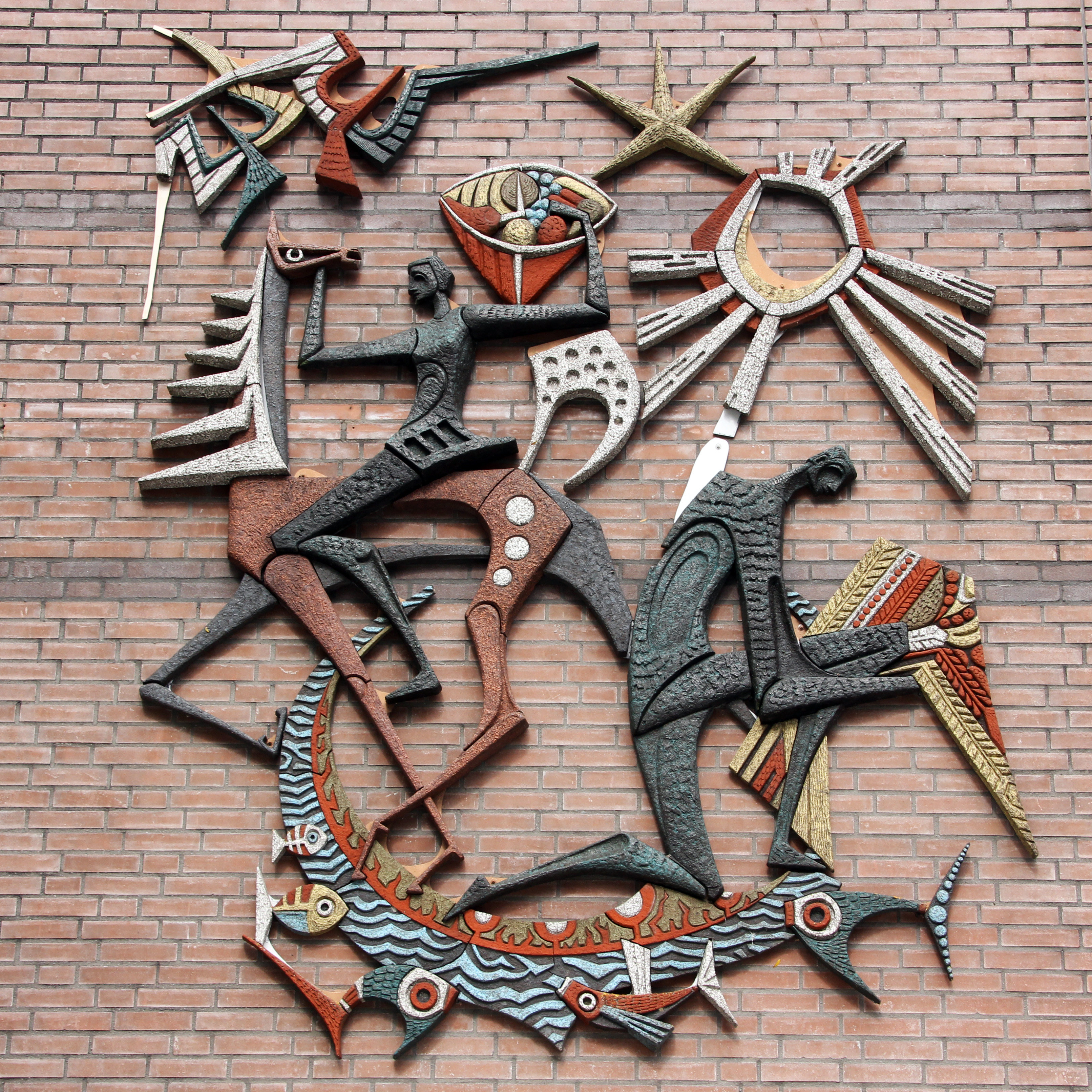
Hoorn des overvloeds van Joop Puntman te Mijdrecht; circa 1960.

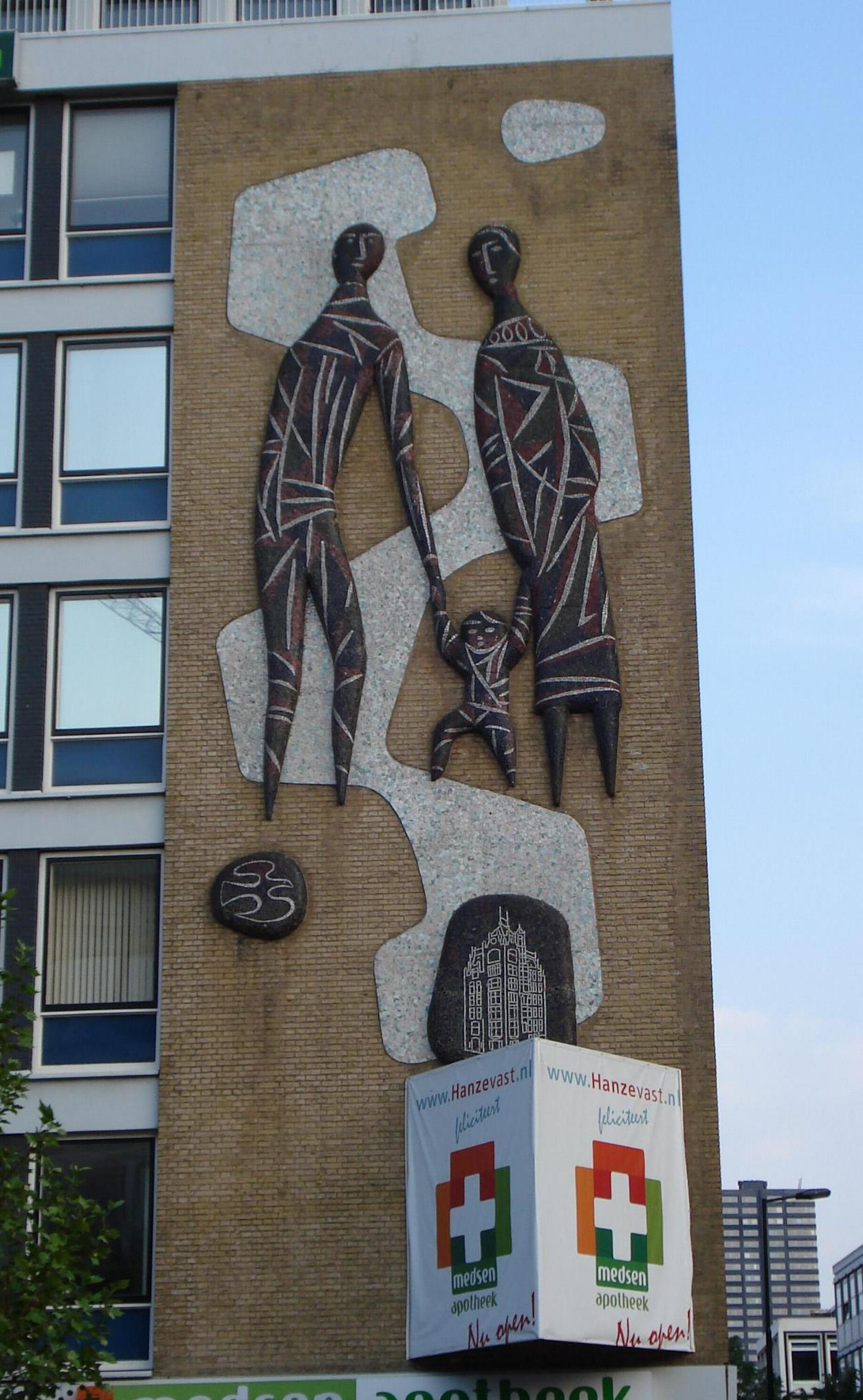
Kunstwerk 'Het gezin' van Louis van Roode uit 1959 aan de Westblaak te Rotterdam.

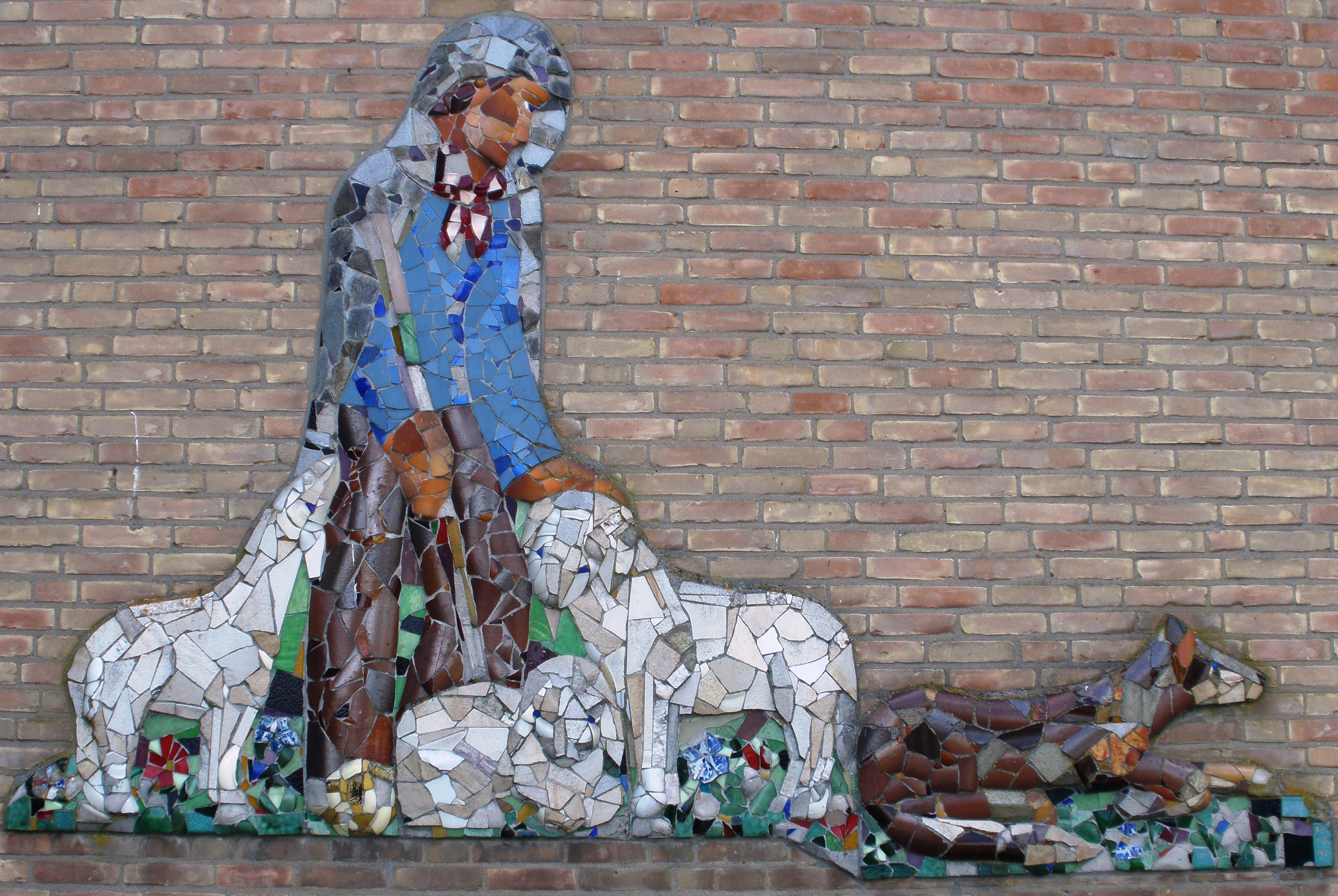
'De Goede Herder' (1961), Han van Hattem. In 2020 gerestaureerd en op nieuwe locatie geplaatst.

Wederopbouwkunst in Nederland is een kunstvorm uit de wederopbouwperiode (1945–1965) na de Tweede Wereldoorlog. Deze maakte gebruik van de percentageregeling dat voorschreef dat 1,5% van het bouwbudget aan kunst besteed moest worden.
Het lot van wederopbouwkunst - en dan met name de monumentale kunst daarvan - is nauw aan wederopbouwarchitectuur verbonden: door verbouwing of sloop van bouwwerken riskeert de kunst verloren te gaan. Deze kunstvorm wordt om die reden sinds 2006 bestempeld als cultureel erfgoed.

## Historische context
De jaren na de Tweede Wereldoorlog was de stemming in Nederland ambivalent: ondanks het optimisme wilde men ook de zichtbare oorlogsschade wegpoetsen, hoewel de immense leed en wanhoop van de oorlog nog verwerkt moest worden. De eerste jaren na de oorlog waren zwaar; er was schaarste, armoede en de wederopbouw ging traag. Daarbovenop kwam de dreiging van oorlog.
Optimisme was desalniettemin het ethos van de overheid als therapie voor het onverwerkte oorlogsleed. Het toenmalig kabinet wilde veel aandacht voor kunst. Volgens minister van Onderwijs Kunsten en Wetenschap Gerardus van der Leeuw moest het volk worden opgevoed en persoonlijkheidsvorming en gemeenschapszin worden bijgebracht. Kunst had volgens hem niet langer de maatschappelijke rol die het had moeten hebben. Rijksbouwmeester Gijsbert Friedhoff suggereerde in die zin dat de overheid de kunstsector en samenleving nader tot elkaar moest brengen. In 1946 kwam het eerste voorstel een percentage van de bouwkosten aan kunst te besteden. In 1951 ontstond hieruit de percentageregeling beeldende kunst, ook wel bekend als de 1,5%-regeling.
De ambivalente houding van de maatschappij was zichtbaar in het werk van kunstenaars als Berend Hendriks, Nel Klaassen, Dick Elffers en Louis van Roode, die opdrachten van de overheid kregen voor herinneringsmonumenten en monumentale kunst. Qua stijl werd door de nieuwe generatie kunstenaars voortgeborduurd kunststromingen van voor de oorlog, zoals expressionisme, kubisme en symbolisme, maar brak het met de oorspronkelijke waarden daarvan. Modernisme werd de gemeenschappelijke noemer. In wandkunst waren de onderwerpen eerder optimistisch met thema's als het gezin, sport, flora en fauna, mythologie en Bijbelse taferelen. De oorlog is terug te vinden in de vormentaal: de beelden hebben een ondertoon van een niet verwerkt oorlogsverleden; ze zijn vaak abstract figuratief, ongepolijst, tegendraads en vervreemdend. Aan de andere kant zijn ze bijzonder expressief.

## Cultureel erfgoed
In de wederopbouwperiode (1945-1965) werden door de Nederlandse overheid conform de zogenaamde 1,5%-percentageregeling 'kunst aan de wand'-opdrachten verstrekt. Veel kunstenaars die in deze periode werk in opdracht hebben uitgevoerd, hebben daar weinig ruchtbaarheid aan gegeven en de uitgevoerde opdrachten zijn door de kunstenaars, de architecten en de opdrachtgevers nauwelijks gedocumenteerd.
Omdat wederopbouwkunst veelal in de openbare ruimte staat en nauw verbonden is met bouwwerken, wordt haar lot ook in belangrijke mate bepaald door de staat van de gebouwde omgeving. Zo zijn in de loop van de tijd veel bouwwerken uit de wederopbouwperiode aan verbouwing, vernieuwing of sloop onderworpen, wat vaak ten koste is gegaan van de daarmee verbonden kunst. Dit betreft veelal monumentale kunst of wandkunst, zoals muurschilderingen, Mozaïeken, reliëfs en sgraffito. Deze kunstvorm bevindt zich op, aan of in gebouwen waardoor het goed zichtbaar is. Het is vaak in opdracht gemaakt voor een specifieke plek en heeft een relatie met een gebouw of omgeving. Wandkunst is kwetsbaar: het is gevoelig voor weersomstandigheden, begroeiing, dieren en al dan niet opzettelijk menselijk handelen; veranderlijke eigenaarschap en verandering en veroudering van gebouwen.
Met de sloop van gebouwen uit deze periode verdwijnt de ermee verbonden monumentale wandkunst in een rap tempo. Om het behoud van wandkunst te verbeteren is in 2006 een nationale samenwerking voor het behoud van deze kunst opgezet tussen de Rijksdienst voor het Cultureel Erfgoed (RCE), de Rijksgebouwendienst (RGD), Rijksbureau voor Kunsthistorische Documentatie (RKD) en de Stedelijke monumentendiensten van Den Haag, Rotterdam en Amsterdam. Via deze samenwerking wordt wederopbouwkunst te identificeren en te conserveren en deze zodoende als cultureel erfgoed te beschermen.
De Erfgoedvereniging Bond Heemschut heeft sinds 2014 een gespecialiseerde Werkgroep Monumentale Kunst die zich inzet voor het behoud en hergebruik van wederopbouwkunst. Sinds haar oprichting heeft de werkgroep vele tientallen kunstwerken van de sloop gered.

## Kunstenaars
Lijst van kunstenaars met een eigen artikel op Wikipedia die significant bijgedragen hebben aan wederopbouwkunst in Nederland:
- Adri Blok
- Joop van den Broek
- Wally Elenbaas
- Dick Elffers
- Berend Hendriks
- Nel Klaassen
- Gerrit de Morée
- Joop Puntman
- Louis van Roode
- Jo Uiterwaal
- Lex van Voorst
- Daan Wildschut